# فضاء إسقاطي

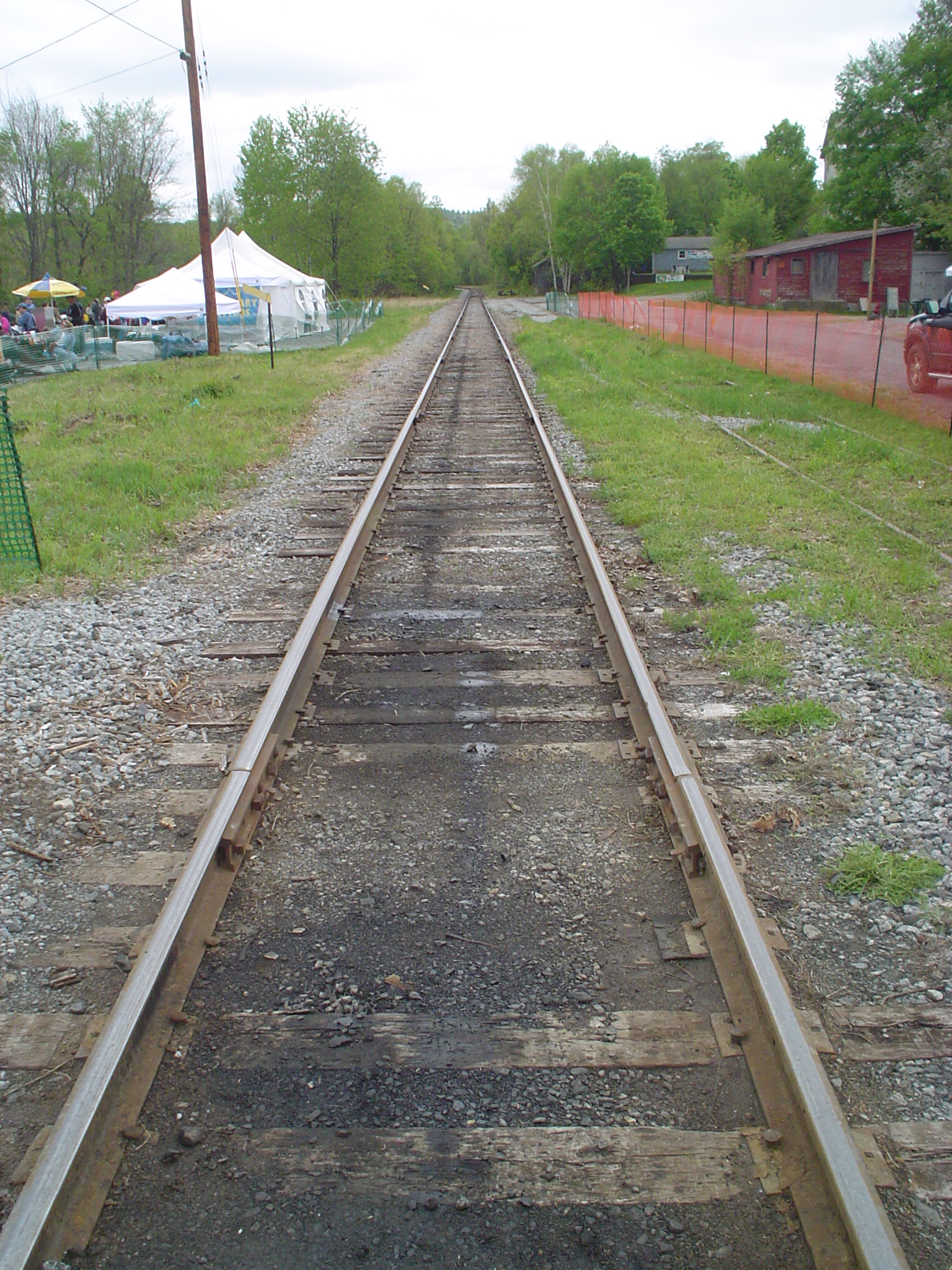
In الرسم المنظوري, parallel lines in the plane intersect in a نقطة التلاشي on the أفق.

في الرياضيات، الفضاء الإسقاطي (بالإنجليزية: Projective space)‏ هو التركيب الأساسي، الناتج عن فضاء اتجاهي ضمن حلقة قسمة معينة، بشكل خاص على حقل معرف ما.
هو إذا تعميم لرمز المستوي الإسقاطي projective plane، الذي يتشكل من فضاء شعاعي ثلاثي الأبعاد.
تعتبر الفضاءات الإسقاطية أساسية في الهندسة الجبرية من خلال حقل الهندسة الإسقاطية الغني الذي طور في القرن التاسع عشر، وأيضا في تشكيل النظرية الحديثة المعتمدة على الجبر التدريجي graded algebra.

## في الهندسة الوصفية
الفراغ الإسقاطي في الهندسة الوصفية، هو الفراغ الذي يعتمد على الفضاء الإقليدي (على سبيل المثال، الخط المستقيم أو السطح المستوي) ولكن بإضافة النقاط اللانهائية. ووفقا للابعاد، فقد نشير إلى خط إسقاط، ومستوى إسقاط، وما إلى ذلك.
تم إدخال مفهوم الفضاء الإسقاطي في القرن السادس عشر لدراسة المنظور الذي تراه العين البشرية. ومن وجهة نظر هندسية، فهو فراغ يتسم بمزايا عديدة بالنسبة للفراغ الإقليدي: في الفراغ الإسقاطي هناك القليل من الحالات الاستثنائية (على سبيل المثال، في المستوى يتقاطع خطان مستقيمان دائمًا) ، ويتم وصف العديد من المفاهيم المعقدة بطريقة تركيبية وبديهية ومنطقية.